# Сирень (станція)

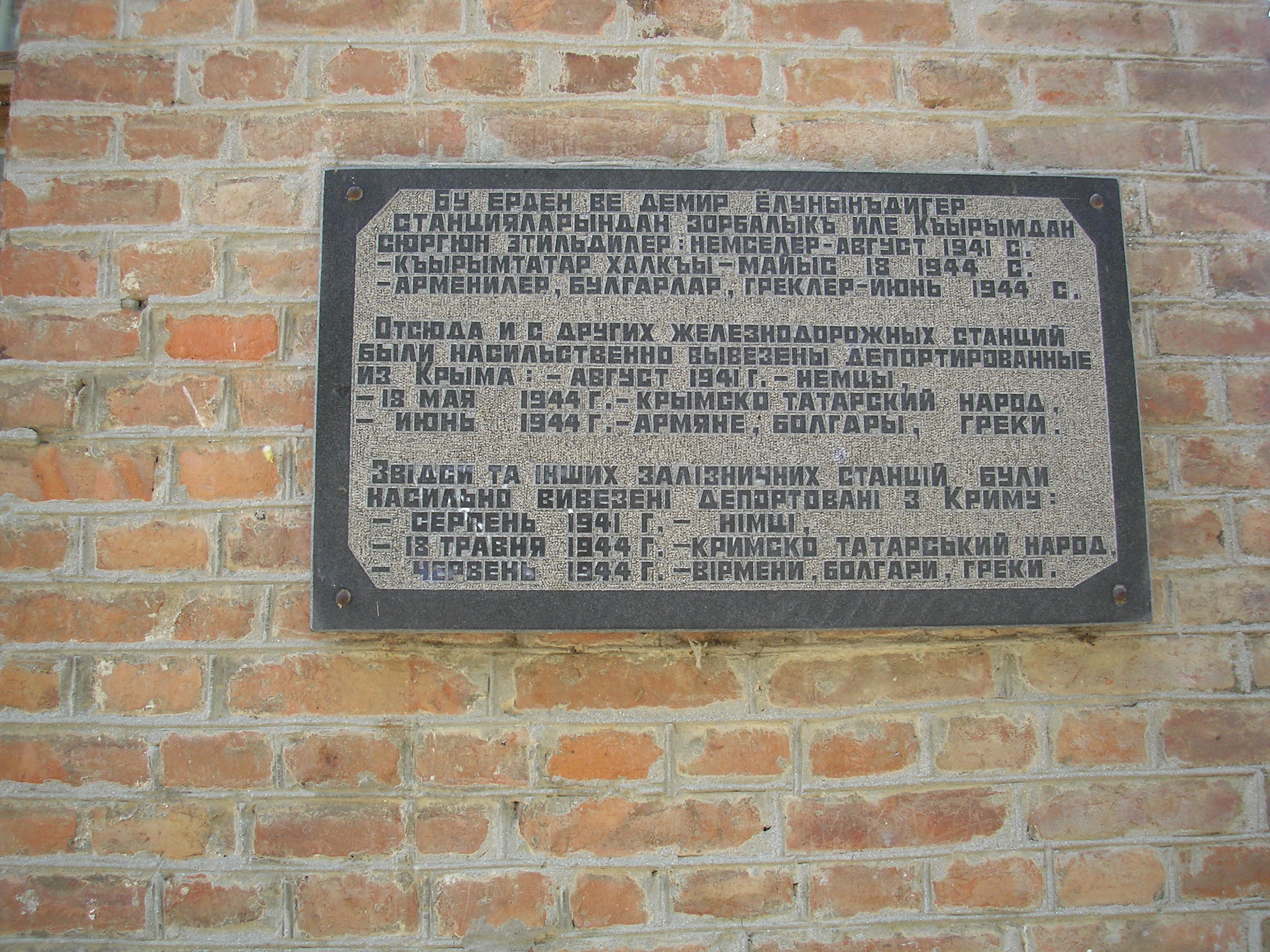
пам'ятна дошка на станції Сирень

Сире́нь (до 1952 року — Сюйрє́н, крим. Süyren) — вантажно-пасажирська залізнична станція Кримської дирекції Придніпровської залізниці.
Розташована в селищі Сирень (Сюйрен) Бахчисарайського району Криму на лінії Джанкой — Севастополь. Виникла на початку XX століття. Зупинка для електричок Севастопольського напряму.
У роки громадянської війни від станції була прокладена вузькоколійка Сюрень — Бешуйські Копі.
1952 року станція Сюрень була перейменована у Сирень.
У 1972 році електрифікована постійним струмом (3 кВ).

## Галерея

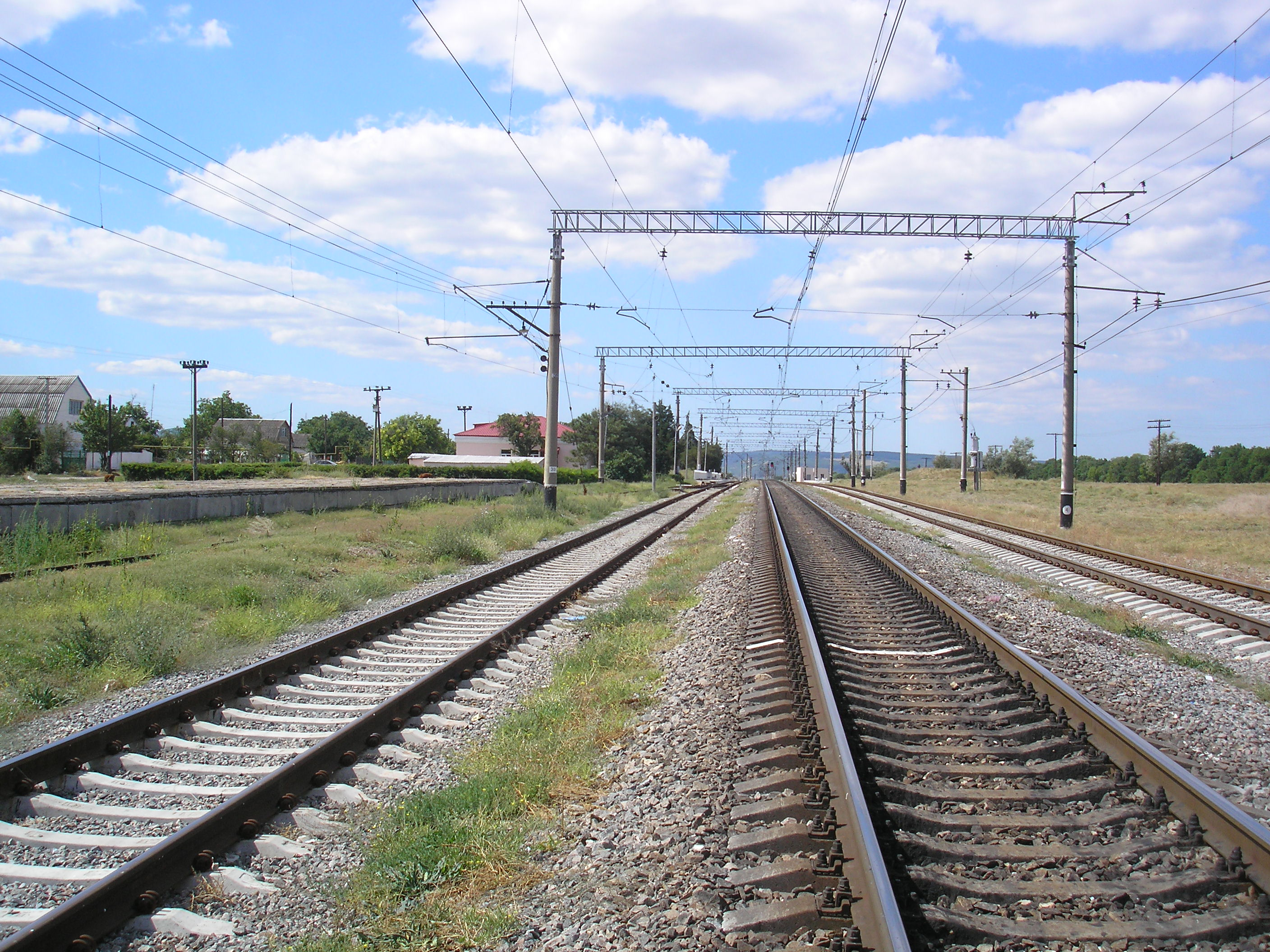
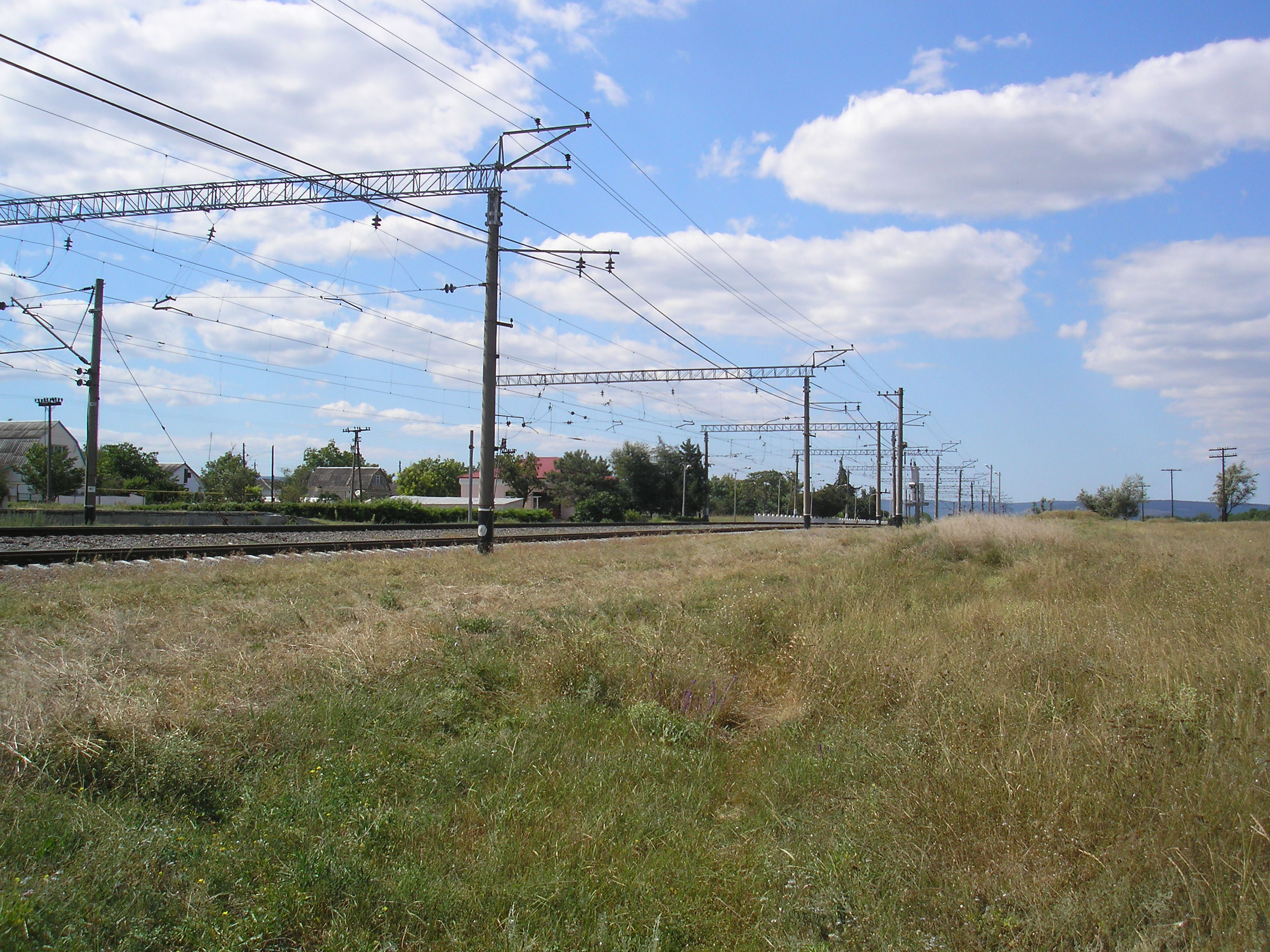
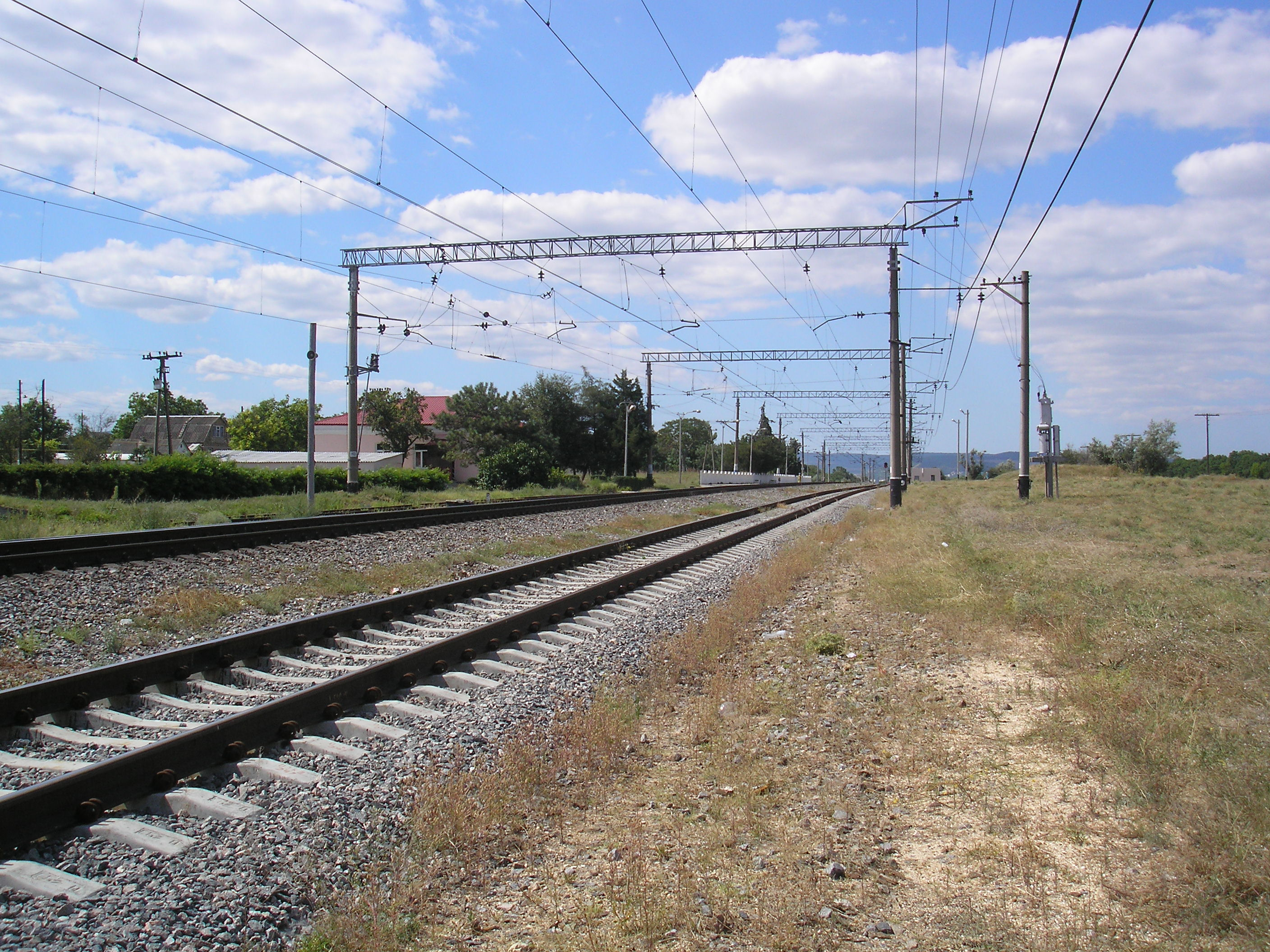

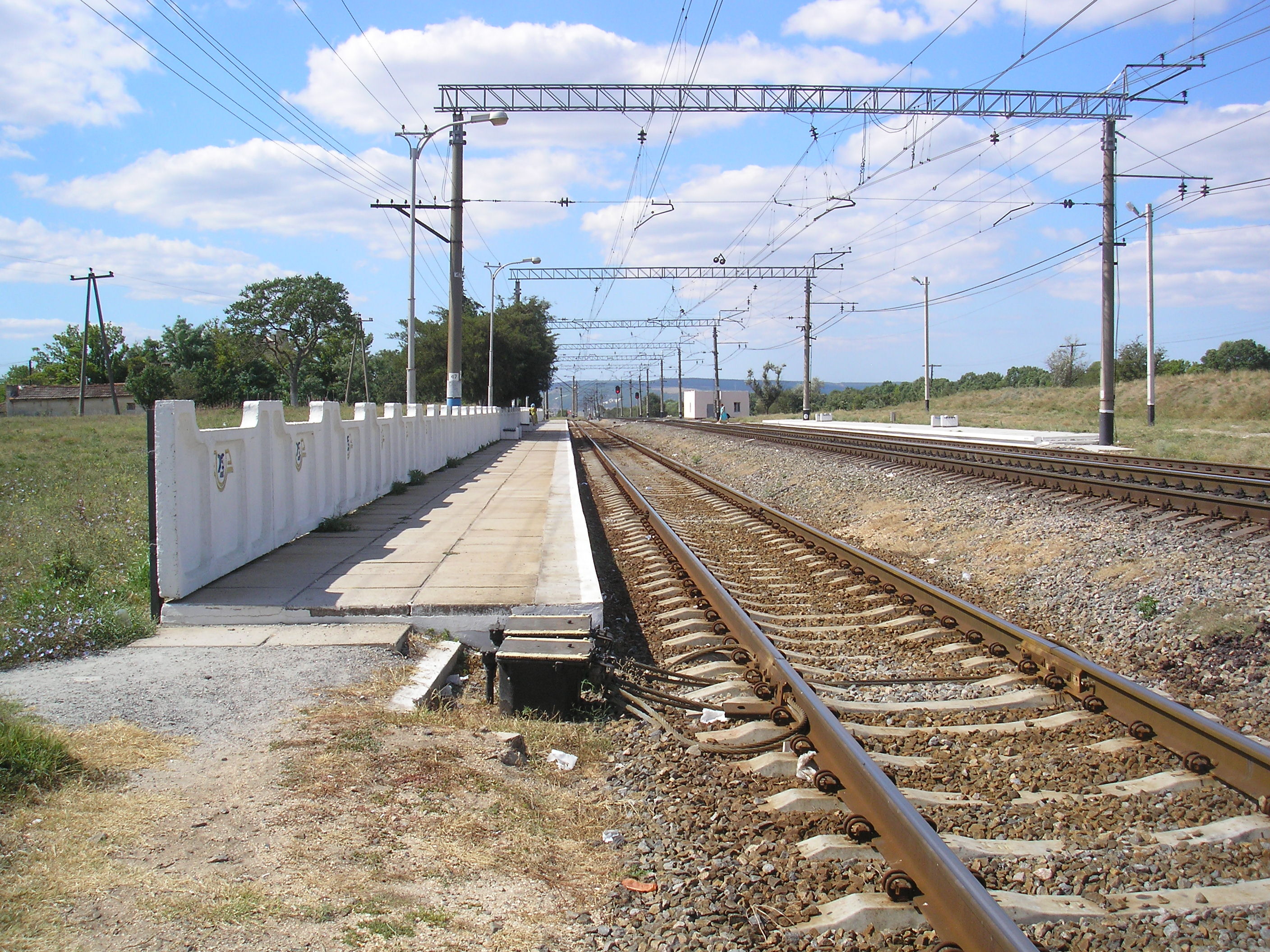
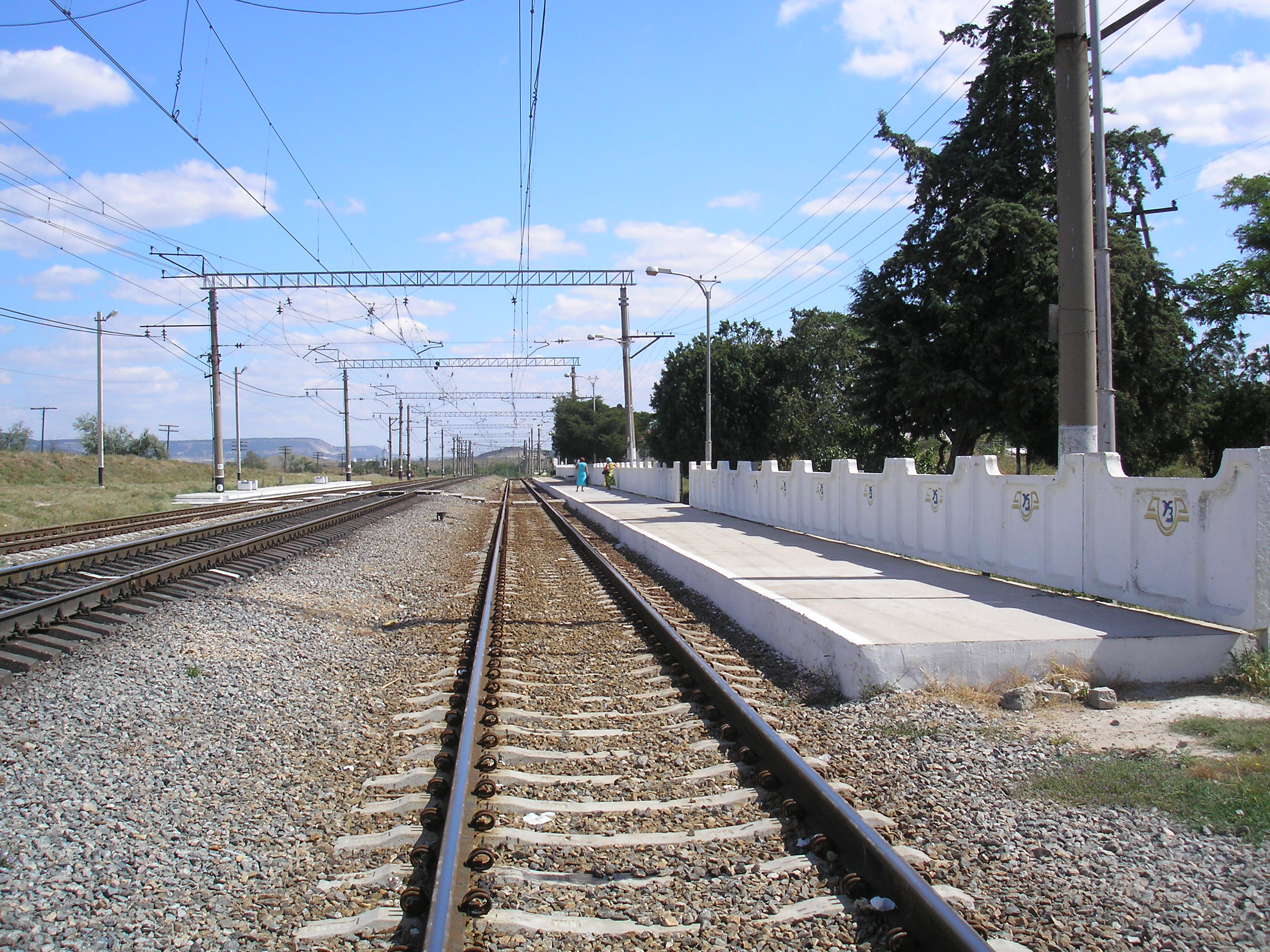
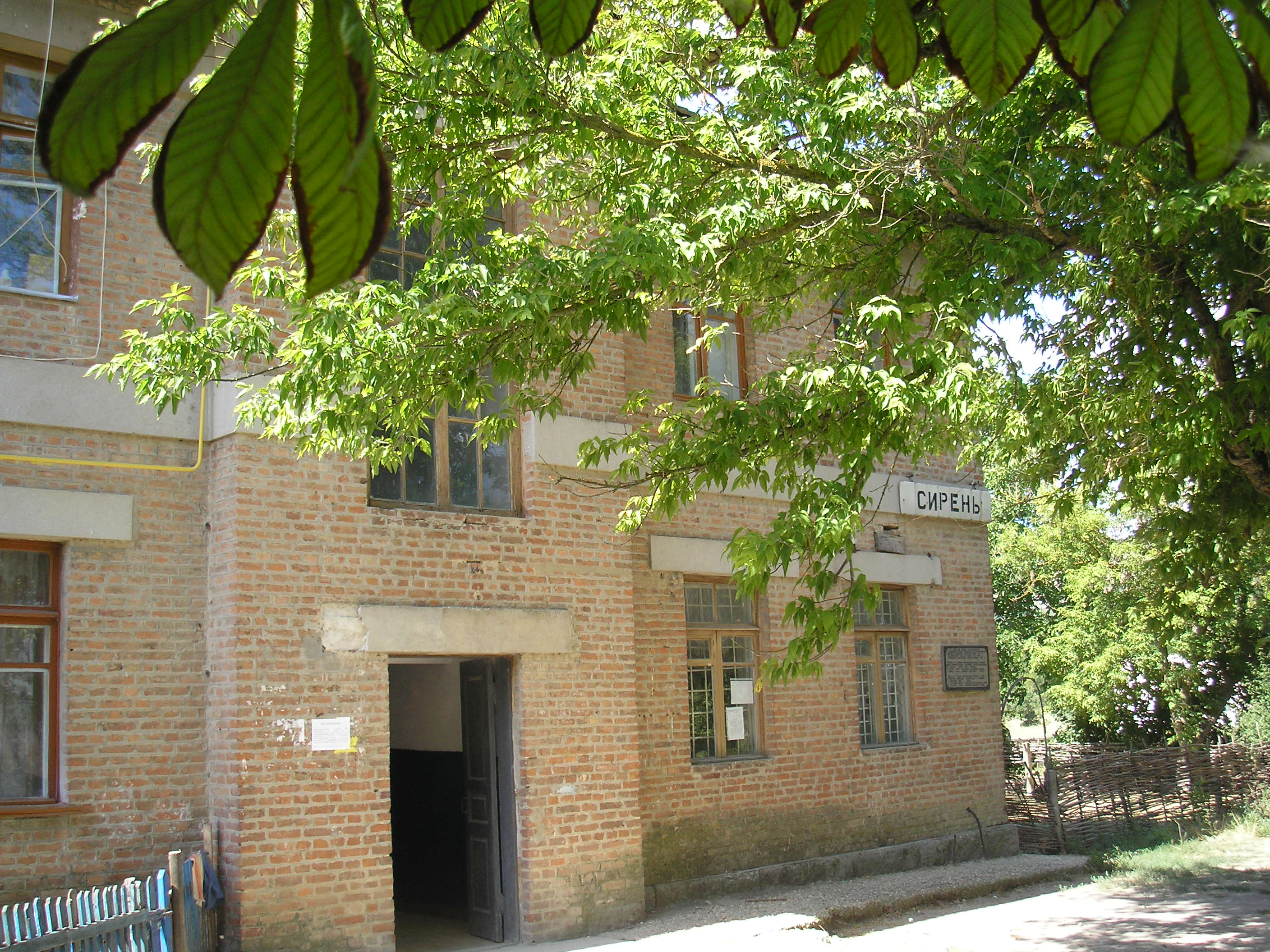